# 조지 퍼타키
조지 퍼타키(영어: George Elmer Pataki, 1945년 6월 24일~)는 미국의 변호사, 정치인으로 제53대 뉴욕주의 주지사를 1995년부터 2006년까지 역임한 바 있다. 그는 1994년 주지사 선거에서 현직 마리오 쿠오모 주지사를 누르는 이변을 일으켰으며, 이후 3선을 역임하였다. 2016년 미국 대통령 선거 공화당 후보 경선에 출마했던 그는, 낮은 지지율 속에 2015년 12월 29일에 중도 사퇴하였다.

## 역대 선거 결과
| 선거명      | 직책명                     | 대수  | 정당   | 득표율 | 득표수      | 결과 | 당락             |
| ----------- | -------------------------- | ----- | ------ | ------ | ----------- | ---- | ---------------- |
| 1981년 선거 | 픽스킬 시장                | -대   | 공화당 | 70.22% | 3,537표     | 1위  | 픽스킬 시장 당선 |
| 1983년 선거 | 픽스킬 시장                | -대   | 공화당 | 73.63% | 3,622표     | 1위  | 픽스킬 시장 당선 |
| 1984년 선거 | 하원의원 (뉴욕 제91선거구) | 186대 | 공화당 | 52.88% | 23,604표    | 1위  | 뉴욕 주의원 당선 |
| 1986년 선거 | 하원의원 (뉴욕 제91선거구) | 187대 | 공화당 | 62.34% | 18,950표    | 1위  | 뉴욕 주의원 당선 |
| 1988년 선거 | 하원의원 (뉴욕 제91선거구) | 188대 | 공화당 | 74.45% | 31,718표    | 1위  | 뉴욕 주의원 당선 |
| 1990년 선거 | 하원의원 (뉴욕 제91선거구) | 189대 | 공화당 | 92.42% | 21,980표    | 1위  | 뉴욕 주의원 당선 |
| 1992년 선거 | 상원의원 (뉴욕 제37부)     | 190대 | 공화당 | 54.57% | 67,893표    | 1위  | 뉴욕 주의원 당선 |
| 1994년 선거 | 뉴욕 주지사                | 53대  | 공화당 | 48.79% | 2,538,702표 | 1위  | 뉴욕 주지사 당선 |
| 1998년 선거 | 뉴욕 주지사                | 53대  | 공화당 | 54.32% | 2,571,991표 | 1위  | 뉴욕 주지사 당선 |
| 2002년 선거 | 뉴욕 주지사                | 53대  | 공화당 | 49.40% | 2,262,255표 | 1위  | 뉴욕 주지사 당선 |